# Uğur Uzunel
Uğur Uzunel (* 12. November 1988 in Izmir) ist ein türkischer Schauspieler.

## Leben und Karriere
Uğur Uzunel wurde am 12. November 1988 in Izmir geboren. Er studierte an der Universität des 9. September. Danach setzte er sein Studium an der Güzel Sanatlar Fakültesi fort. Sein Debüt gab er 2006 in dem Film Kumdan Kale. Anschließend war er 2012 in der Fernsehserie Ağır Roman Yeni Dünya zu sehen. 2013 bekam Uzunel in dem Film Ferahfeza die Hauptrolle.
Von 2016 bis 2018 trat er in der Serie Aşk ve Mavi auf. Zwischen 2020 und 2022 wurde er für die Serie Masumlar Apartmanı gecastet. Unter anderem bekam er eine Rolle in Rüyanda Görürsün.

## Filmografie
Filme
- 2006: Kumdan Kale
- 2012: Evdeki Yabancılar
- 2012: El Yazısı
- 2013: Ferahfeza
- 2015: Nefesim Kesilene Kada
- 2015: Takım: Mahalle Aşkına
- 2016: İkimizin Yerine
- 2018: Her Şey Yolunda
- 2022: ANKA

Serien
- 2012: Ağır Roman Yeni Dünya
- 2014–2015: Şeref Meselesi
- 2016–2018: Aşk ve Mavi
- 2019: Halka
- 2019–2020: Afili Aşk
- 2020–2022: Masumlar Apartmanı
- 2022: Âşıklar Bayramı
- 2022–2023: Sıfırıncı Gün
- 2023: Rüyanda Görürsün